# Christian Friedrich Reusch
Christian Friedrich Reusch (* 25. November 1778 in Königsberg (Preußen); † 25. April 1848 ebenda) war ein deutscher Verwaltungsjurist in Königsberg (Preußen).

## Leben
Christian Friedrich Reusch war ein Sohn des Königsbergers Physikers und Bibliothekars Karl Daniel Reusch. Reusch studierte von 1793 bis 1797 Rechtswissenschaft an der Albertus-Universität Königsberg und wurde 1803 Assessor bei der Regierung. 1815 zum Oberpräsidialrat ernannt, wurde er 1824 Kurator der Universität Königsberg und leitete bis 1831 in der Regierung die Abteilungen für Kirchen und Schulen.
Die Albertina verlieh ihm 1837 die Ehrendoktorwürde.
Er war ab 1809 mit Marianne Friederike Heinriette geb. Schultz verheiratet und hatte sieben Kinder. Sein ältester Sohn war der Jurist und Volkskundler Rudolf Reusch (1810–1871).

## Werke (Auswahl)
- Darstellung der gegenwärtigen Eintheilung des Königreichs Preußen, insbesondere des Verwaltungs-Bezirks der Kgl. Regierung zu Königsberg. Universitäts-Buchhandlung, Königsberg 1819.
- Nachrichten über die Gräfin Luise Katharine Truchseß zu Waldburg, verbunden mit der Geschichte der Kanäle, welche die Wasserbahnen aus der Memel in den Pregel bilden. Mit einem Bildniß der Gräfin Truchseß zu Waldburg und einer Karte der Kanäle. In: Beiträge zur Kunde Preußens. Band 4, Königsberg 1821, S. 249–293.
- Kant und seine Tischgenossen, Königsberg 1847 (Nachdruck 1973).